# Gruppa krovi
Gruppa krovi (en ruso: Группа крови, en español: Grupo Sanguíneo) es un álbum de la banda de rock soviético Kinó, fue lanzado en 1988.

## Historia
Después del lanzamiento soviético, el álbum fue lanzado en los Estados Unidos en 1989 por Capitol Records. La canción del título del álbum "Gruppa krovi", es un himno contra la guerra. A petición de un fanático estadounidense, la canción también fue traducida y grabada en inglés como "Blood Type".

## Portada del álbum
"Gruppa krovi "es una reminiscencia del arte vanguardista ruso de posguerra de artistas como El Lissitzky.

## Relanzamiento
- En 1989, el álbum fue lanzado en la etiqueta de Estados Unidos "Gold Castle Records" en CD y casetes de audio y vinilo de Gold Castle.
- El 21 de noviembre de 1989 y después de remasterizar, el álbum fue lanzado en Japón en la etiqueta «Victor Musical Industries» CD (incluyendo la 9 ª canción "Passerby").
- En 1991, Russian Disc lanzó el álbum en vinilo por primera vez en la Unión Soviética.
- En 1993, el álbum fue reeditado por el sello «GENERAL Records» en CD sin remasterización digital. Circulación impresa en Austria.
- En 1995, el álbum fue relanzado MF label registros owened por Mikhail Fridman en CD sin remasterización digital. Circulación impresa en Alemania.
- En 1996, el álbum fue relanzado digitalmente remasterizado etiqueta Moroz Records CD y casetes de audio (con la 9 ª canción "Passerby").
- En 2003, el álbum fue reeditado etiqueta de los expedientes de Moroz como parte de una colección del sistema de la caja que contenía 15 CD.
- En 2012, el álbum fue reeditado en la etiqueta Moroz Records para Phonographs.

## En cultura popular
- El sencillo del mismo nombre "Gruppa krovi" Aparece en el videojuego de 2008 Grand Theft Auto IV. Así también el mismo sencillo fue empleado para el trailer promocional del videojuego de título provisional Codename Cedar[4].

## Listado de pista
1. "Группа крови" / "Gruppa krovi" / "Grupo Sanguíneo" (4:45)
2. "Закрой за мной дверь, я ухожу" / "Zakroy za mnoy dver', ya ukhozhu" / "Cierra la puerta detrás de mí, me voy" (4:15)
3. "Война" / "Voyna" / "Guerra" (4:04)
4. "Спокойная ночь" / "Spokoynaya noch'" / "Noche tranquila" (6:07)
5. "Мама, мы все сошли с ума" / "Mama, my vse soshli s uma" / "Mama, todos nos hemos vuelto locos" (4:06)
6. "Бошетунмай" / "Boshetunmai" (4:09)
7. "В наших глазах" / "V nashikh glazakh" / "En Nuestros Ojos" (3:34)
8. "Попробуй спеть вместе со мной" / "Poprobuy spet' vmeste so mnoy" / "Intenta cantar junto conmigo" (4:35)
9. "Прохожий" / "Prokhozhiy" / "Transeúnte" – (3:39)
10. "Дальше действовать будем мы" / "Dal'she deystvovat' budem my" / "De ahora en adelante, es Nuestra Vuelta " (3:55)
11. "Легенда" / "Legenda" / "Leyenda" – (4:10)

## Músicos
- Viktor Tsoi - Voz, guitarra
- Yuri Kasparyan - Guitarra líder
- Igor Tikhomirov - Bajo
- Georgiy Guryanov - Yamaha RX-11, segunda voz

Personal adicional
- Andrei Sigle - Teclados
- I. Verichev - Instrumentista
- Alexander Vichnyeh - editor de audio